# Sheherazade – Eine Liebe in Marseille
Sheherazade – Eine Liebe in Marseille (auch: Scheherazade; Originaltitel: Shéhérazade) ist ein französischer Spielfilm aus dem Jahr 2018 von Jean-Bernard Marlin, der neben der Regie auch gemeinsam mit Catherine Paillé das Drehbuch schrieb.

## Handlung
Der Jugendliche Zachary, kurz Zach, wird aus dem Jugendgefängnis entlassen. Anders als von ihm erwartet, holt ihn nicht seine Mutter ab, sondern eine Sozialarbeiterin. Diese eröffnet ihm, dass ihn seine arbeitslose Mutter nicht aufnehmen werde und bringt ihn in ein Jugendheim.
Aus diesem Heim setzt sich Zach ab und sucht seine alte Clique auf. Dort wird sein Wunsch, wieder einen „Job“ zu bekommen, abgewiesen: Nach seiner Haft sei er als Straßendealer verbrannt. Die Gruppe unternimmt aber eine Spritztour durch die Stadt, bei der der Anführer Zach anbietet, für ihn eine Prostituierte zu bezahlen. Zach wählt die junge Shéhérazade aus, die er aus der Schule kennt. Diese flieht allerdings vor einem sexuellen Kontakt mit dem als Bezahlung vorgesehenen Haschisch. Zach verfolgt sie und stellt sie in einem Sportwarengeschäft, aus dem beide nach einer Auseinandersetzung mit gestohlener Ware fliehen.
Dem wieder aufgegriffenen Zach wird von einer Jugendrichterin eröffnet, dass er nach Verstößen gegen seine Bewährungsauflagen nun in Toulon untergebracht werden soll, um ihn von seiner Clique zu trennen. Zach flieht daraufhin auf dem Weg zum Jugendheim und sucht zunächst seine Mutter auf, wo er aber wiederum abgewiesen und nach einer körperlichen Auseinandersetzung von deren Lebensgefährten aus der Wohnung geworfen wird. Daraufhin besucht Zach erneut Shéhérazade, die ihm erlaubt, in dem Zimmer, das sie sich mit der transsexuellen Prostituierten Zelda teilt, zu übernachten.
Zach und Shéhérazade verlieben sich ineinander. Eher zufällig bittet Shéhérazade dann Zach, ihr Zuhälter zu werden, als sie drei Freier nicht ohne Schutz bedienen will. Zach übernimmt in der Folge die Rolle des Zuhälters auch für Zelda und weitere Frauen aus dem Umfeld von Shéhérazade. Gemeinsam mit seiner alten Clique vertreibt er einige bulgarische Zuhälter vom Boulevard Sakakini und sichert so „seinen“ Prostituierten einen besseren Platz auf dem Straßenstrich. So gelingt es Zach und den Frauen auch, erheblich mehr Geld als zuvor einzunehmen.
Mit seiner alten Clique kommt es dagegen zunehmend zu Konflikten: Die Gruppe versteht nicht, dass Zach eine Prostituierte liebt; Zach selbst verleugnet diese Liebesbeziehung. Shéhérazade weigert sich, gegen Geld mit Ryad, einem von Zachs Freunden zu schlafen. Ryad vergewaltigt schließlich gemeinsam mit zweien seiner Freunde Shéhérazade, die dabei stark verletzt wird. Nachdem Zach von seinen Freunden verhöhnt wird, als er sie empört über Shéhérazades Vergewaltigung aufsucht, schießt er auf Ryad, der dabei einen Finger verliert.
Zach entscheidet sich schließlich, sich der Polizei zu stellen und bricht mit seinen Freunden. Stattdessen sagt er in der Beweiserhebung zugunsten von Shéhérazade und gegen seine Freunde aus, obwohl ihn auch seine Mutter auffordert, seine Freunde nicht zu „verraten“; sie erzählt ihm, sie habe eine Arbeit gefunden, könne eine größere Wohnung mieten und er könne, wenn er nicht gegen seine Freunde aussage, nun mit ihr leben. Wegen Zuhälterei und der Schießerei muss Zach erneut ins Jugendgefängnis, wo er als Verräter beschimpft und zusammengeschlagen wird, wobei er ein Auge verliert.
In der Schlussszene sucht Shéhérazade Zach bei einem Gartenbauprojekt während seiner Haftstrafe auf und erzählt, dass sie nun eine Ausbildung zur Konditorin absolviert. Zach erzählt, dass er seine Haftentlassung kaum erwarten könne, weil er dann „mit allem durch“ und „alles gut“ sei. Beide verabschieden sich zärtlich voneinander, Shéhérazade ruft Zach zu, sie warte auf ihn.

## Hintergrund
Shéhérazade ist der erste Langfilm von Jean-Bernard Marlin. Er stammt selbst aus Marseille und wuchs in den Vierteln auf, in denen sein Film spielt. Die Vorarbeiten für den Film dauerten nach Aussage des Regisseurs zweieinhalb Jahre, in denen Marlin intensiv im Milieu der Prostitution und Straßenkriminalität in Marseille recherchierte.
Den Film drehte Marlin mit Amateurdarstellern aus Marseille, die er über sechs Monate „wild“ castete. Hauptdarsteller Dylan Robert hatte selbst eine Jugendstrafe abgesessen, Kenza Fortas hatte die Schule abgebrochen; beide kannten sich vom Collège.

## Auszeichnungen
- Aufnahme in die Sémaine de la Critique des Festival de Cannes 2018 als Sonderaufführung
- Prix Jean-Vigo 2018 für Jean-Bernard Marlin
- Festival du film francophone d’Angoulême 2018: Bester Film (Valois de diamant), Preis der Filmstudierenden (Valois Magelis des étudiants) und Preis für die Filmmusik (Valois de la musique de film)
- César 2019 für Jean-Bernard Marlin (bester Debütfilm), Kenza Fortas (beste Nachwuchsdarstellerin) und Dylan Robert (bester Nachwuchsdarsteller)